# Léna (1814)
El Iéna fue un navío de línea de la clase Commerce de Paris perteneciente a la Marina Francesa, siendo el tercero de los cuatro buques de la marina francesa en portar dicho nombre. Fue diseñado en 1805 con el nombre de Victoreux pero no fue hasta 1814 cuando fue botado ya con su nombre definitivo. Durante los Cien Días fue renombrado Duc d'Angoulême hasta julio cuando recuperó su anterior nombre. Formó parte de la flota francesa en la Guerra de Crimea de 1854 y fue retirado de servicio en 1864 aunque sirvió como pontón en Tolón hasta 1915